# 마안산시
마안산시(한국어: 마안산 시, 중국어: 马鞍山市, 병음: Mǎ'ānshān)은 안후이성 동쪽에 위치한 지급시이다. 장강 남쪽 기슭에 위치한 공업 도시며 북서쪽으로 차오후, 남서쪽으로 우후, 동쪽으로 난징과 접하고 있다.

## 역사
마안산 시의 장강 남쪽 기슭에서 상류로 240km 거슬러 올라간 곳은 오래된 탄광 지역이었다. 1930년대에 철로가 개통되면서 화이난 탄전은 일본인들이 철강 작업을 하는데 이용 가능하게 되었다. 비록 산업 설비는 2차 대전 중에 파괴되었지만 1953년에 복구되었고 마안산은 중국 공산당의 5개년 계획 하에 급속히 발전하였다. 마안산에는 또한 황과 석회석 광산이 있고 화학과 시멘트 공장이 있다. 1954년에 마안산은 현급 행정구역으로 승격되었고 1956년 10월 12일에 마안산 시가 설치되었다.

## 지리
낮은 언덕으로 둘러싸여 있으며(마안산이라는 이름은 "말 안장 산"이라는 뜻이다.) 지역 정부가 "중국의 10대 청정 도시" 중 하나로써 인식을 하고 환경 정책을 수행한 덕분에 중국의 다른 제강 도시들에 비해 오염이 심각하지 않다. 기후는 장강 삼각주의 다른 도시들과 유사하여 여름에도 비교적 낮은 습도와 온난한 겨울을 보인다. 7~8월에는 소나기가 자주 내린다.
| 마안산시의 기후                                               | 마안산시의 기후 | 마안산시의 기후 | 마안산시의 기후 | 마안산시의 기후 | 마안산시의 기후 | 마안산시의 기후 | 마안산시의 기후 | 마안산시의 기후 | 마안산시의 기후 | 마안산시의 기후 | 마안산시의 기후 | 마안산시의 기후 | 마안산시의 기후 |
| 월                                                            | 1월             | 2월             | 3월             | 4월             | 5월             | 6월             | 7월             | 8월             | 9월             | 10월            | 11월            | 12월            | 연간            |
| ------------------------------------------------------------- | --------------- | --------------- | --------------- | --------------- | --------------- | --------------- | --------------- | --------------- | --------------- | --------------- | --------------- | --------------- | --------------- |
| 역대 최고 기온 °C (°F)                                        | 20.5 (68.9)     | 28.5 (83.3)     | 29.5 (85.1)     | 34.0 (93.2)     | 36.2 (97.2)     | 37.7 (99.9)     | 39.9 (103.8)    | 39.8 (103.6)    | 37.9 (100.2)    | 33.7 (92.7)     | 29.0 (84.2)     | 22.1 (71.8)     | 39.9 (103.8)    |
| 일평균 최고 기온 °C (°F)                                      | 7.6 (45.7)      | 10.4 (50.7)     | 15.4 (59.7)     | 21.7 (71.1)     | 26.8 (80.2)     | 29.3 (84.7)     | 32.6 (90.7)     | 32.2 (90.0)     | 28.1 (82.6)     | 23.0 (73.4)     | 16.7 (62.1)     | 10.2 (50.4)     | 21.2 (70.1)     |
| 일일 평균 기온 °C (°F)                                        | 3.5 (38.3)      | 6.0 (42.8)      | 10.5 (50.9)     | 16.6 (61.9)     | 21.9 (71.4)     | 25.2 (77.4)     | 28.6 (83.5)     | 28.0 (82.4)     | 23.7 (74.7)     | 18.3 (64.9)     | 12.0 (53.6)     | 5.9 (42.6)      | 16.7 (62.0)     |
| 일평균 최저 기온 °C (°F)                                      | 0.5 (32.9)      | 2.5 (36.5)      | 6.7 (44.1)      | 12.3 (54.1)     | 17.7 (63.9)     | 21.7 (71.1)     | 25.3 (77.5)     | 24.8 (76.6)     | 20.4 (68.7)     | 14.6 (58.3)     | 8.4 (47.1)      | 2.6 (36.7)      | 13.1 (55.6)     |
| 역대 최저 기온 °C (°F)                                        | −10.5 (13.1)    | −11.7 (10.9)    | −4.0 (24.8)     | 1.0 (33.8)      | 7.4 (45.3)      | 13.2 (55.8)     | 18.9 (66.0)     | 17.1 (62.8)     | 12.1 (53.8)     | 2.7 (36.9)      | −5.0 (23.0)     | −13.7 (7.3)     | −13.7 (7.3)     |
| 평균 강수량 mm (인치)                                         | 55.1 (2.17)     | 60.6 (2.39)     | 89.2 (3.51)     | 91.3 (3.59)     | 90.1 (3.55)     | 196.3 (7.73)    | 193.6 (7.62)    | 164.6 (6.48)    | 69.3 (2.73)     | 52.8 (2.08)     | 55.5 (2.19)     | 38.3 (1.51)     | 1,156.7 (45.55) |
| 평균 강수일수 (≥ 0.1 mm)                                      | 10.1            | 9.5             | 11.6            | 10.4            | 10.5            | 11.2            | 12.2            | 12.0            | 8.5             | 8.1             | 8.8             | 7.8             | 120.7           |
| 평균 강설일수                                                 | 3.9             | 2.5             | 0.8             | 0.1             | 0               | 0               | 0               | 0               | 0               | 0               | 0.4             | 1.1             | 8.8             |
| 평균 상대 습도 (%)                                            | 73              | 72              | 70              | 69              | 70              | 77              | 78              | 79              | 77              | 72              | 72              | 70              | 73              |
| 평균 월간 일조시간                                            | 112.1           | 116.9           | 145.1           | 171.3           | 183.5           | 147.2           | 186.1           | 180.5           | 152.7           | 157.3           | 139.7           | 130.3           | 1,822.7         |
| 가능 일조율                                                   | 35              | 37              | 39              | 44              | 43              | 35              | 43              | 44              | 42              | 45              | 45              | 42              | 41              |
| 출처: 중국기상국 (평년값: 1991년~2020년, 극값: 1981년~2010년) |                 |                 |                 |                 |                 |                 |                 |                 |                 |                 |                 |                 |                 |

## 경제
주요 산업은 철강 산업으로 마안산 노동력의 상당수를 고용하고 있다.
2005년의 철강 공장의 설비 확장으로 생산량이 크게 증가하고 있다. 발전된 제조 인프라와 빠른 교통의 연결로 마안산은 주요 산업에서 많은 투자를 유치하고 있다.
마안산의 연간 제조업 투자는 안후이 성에서 1위를 달리고 있고 GDP는 허페이, 안칭, 우후에 이어 4위이다. 마안산의 인구는 성에서 16위이고 1인당 GDP는 7,118달러로 안후이 성에서 1위이고 장강 삼각주의 평균과 비슷하다.
교통은 마안산의 경제와 산업을 국가 평균 이상으로 끌어올리는데 기여하고 있다. 마안산의 심수 하항 세관은 동부 해안과 장강 유역의 내륙 도시들 간의 빠르고 저렴한 교통을 보장한다. 난징 루커우 공항이 마안산에서 40km 떨어져 있고 이곳에는 중국의 다른 지역 및 유럽으로 가는 직항 노선이 있다. 도로 교통으로는 마안산은 간선도로에 의해 난징, 상하이, 항저우, 닝보, 허페이, 우후와 연결된다.

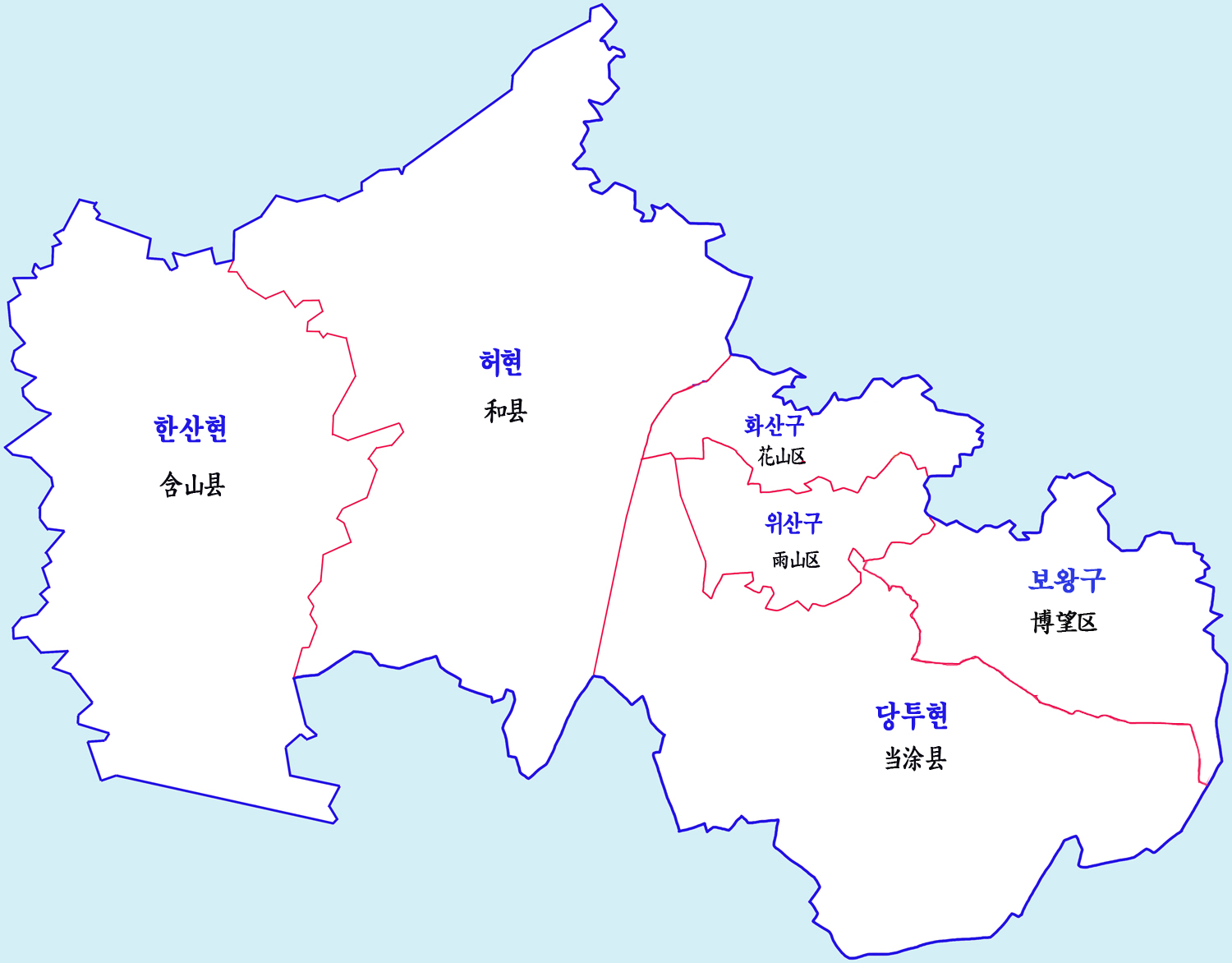
마안산시 현급행정구역도

## 행정 구역
3개의 시할구와 3개의 현을 관할한다.
시할구
- 위산 구(雨山区)
- 화산 구(花山区)
- 보왕 구(博望区)

현
- 당투 현(当涂县)
- 한산 현(含山县)
- 허 현(和县)

## 교통

### 철도
- 마안산 역
- 마안산 동역 (중국철로고속 이용가능)

## 자매 도시
- 캐나다 해밀턴
- 일본 이세사키시
- 대한민국 창원시
- 스페인 Arganda del Rey
- 오스트레일리아 Municipality of Kogarah
- 미국 Galesburg, Illinois
- 멕시코 Tlalnepantla de Baz